# 肯·麦卡勒姆
肯尼斯·道格拉斯·麦卡勒姆爵士，KCB（英語：Sir Kenneth Douglas McCallum，1974年—）是英国一名情报官员，于2020年3月20日起开始担任英国安全局局长。

## 早年生活
肯尼斯·道格拉斯·麦卡勒姆于1974年出生于苏格兰的格拉斯哥。他的小学和中学就读于公立学校，随后进入格拉斯哥大学学习数学。1996年，他以一等荣誉学位毕业。

## 职业生涯
肯尼斯·道格拉斯·麦卡勒姆在英国安全局（即军情五处）担任情报官员超过20年，其主要负责与北爱尔兰有关的恐怖主义活动。在2012年伦敦奥运会期间，他负责领导奥运期间的反恐调查。
2017年4月，他被任命为英国安全局副局长。
2018年，麦卡勒姆负责军情五处应对谢尔盖·斯克里帕尔暗杀未遂事件。
从2020年4月开始，他接替安德鲁·帕克男爵成为英国安全局局长。